# Sammetsmalvesläktet
Sammetsmalvesläktet (Sida) är ett växtsläkte i familjen malvaväxter med cirka 150 arter. De flesta arterna förekommer i tropiska områden och huvuddelen av arterna är från Amerika. Några arter kan odlas som prydnadsväxter i varma områden. De är ej härdiga i Sverige.
Ettåriga till fleråriga örter, halvbuskar eller buskar, vanligen håriga. Bladen är motsatta, hela, tandade eller flikiga. Blommorna kommer i badvecken, ensamma eller flera tillsammans. Ytterfodret saknas vanligen. Fodret är klockformat. Kronan kan vara gul, vit, rosa eller orange.

## Bildgalleri

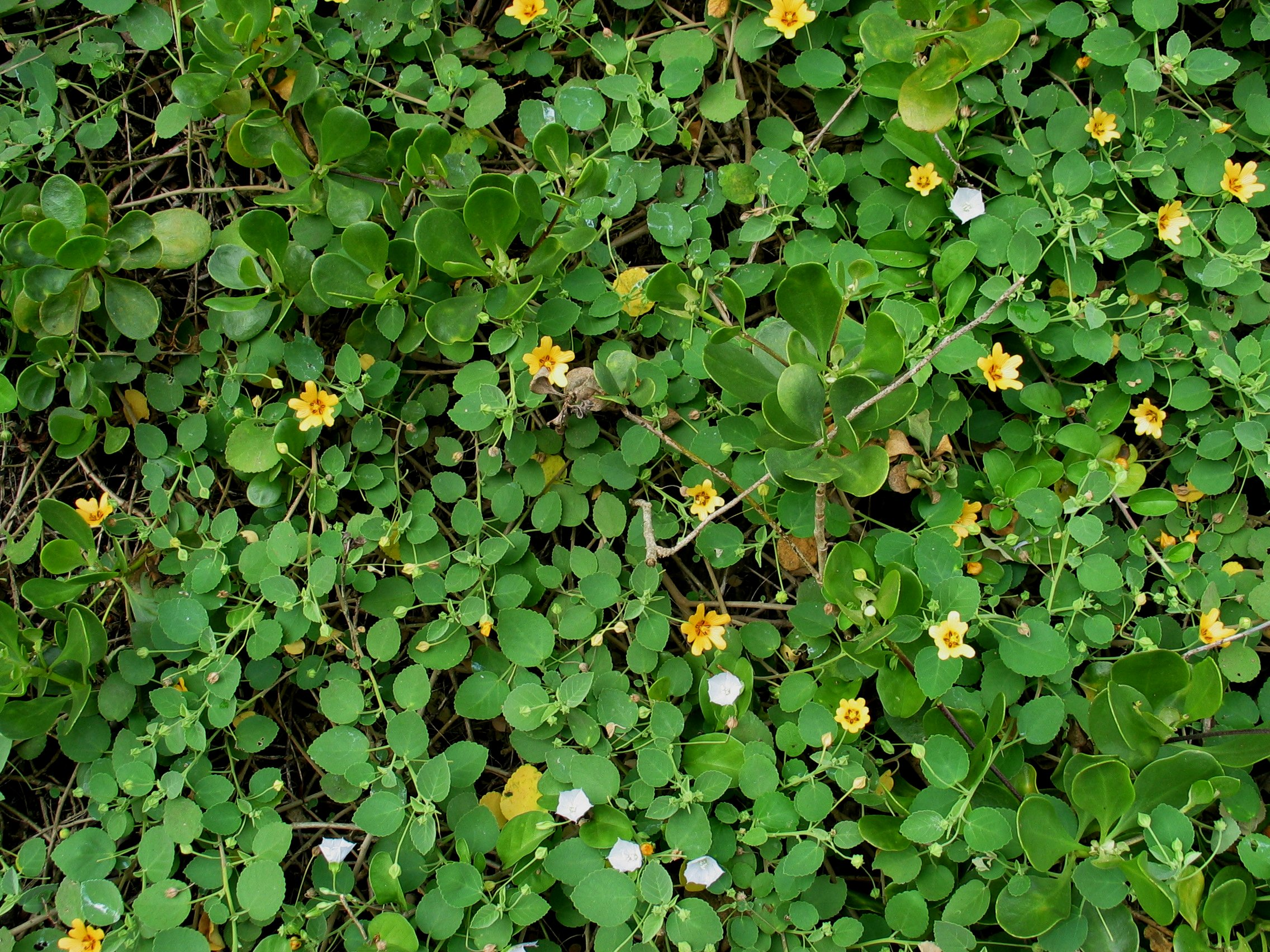
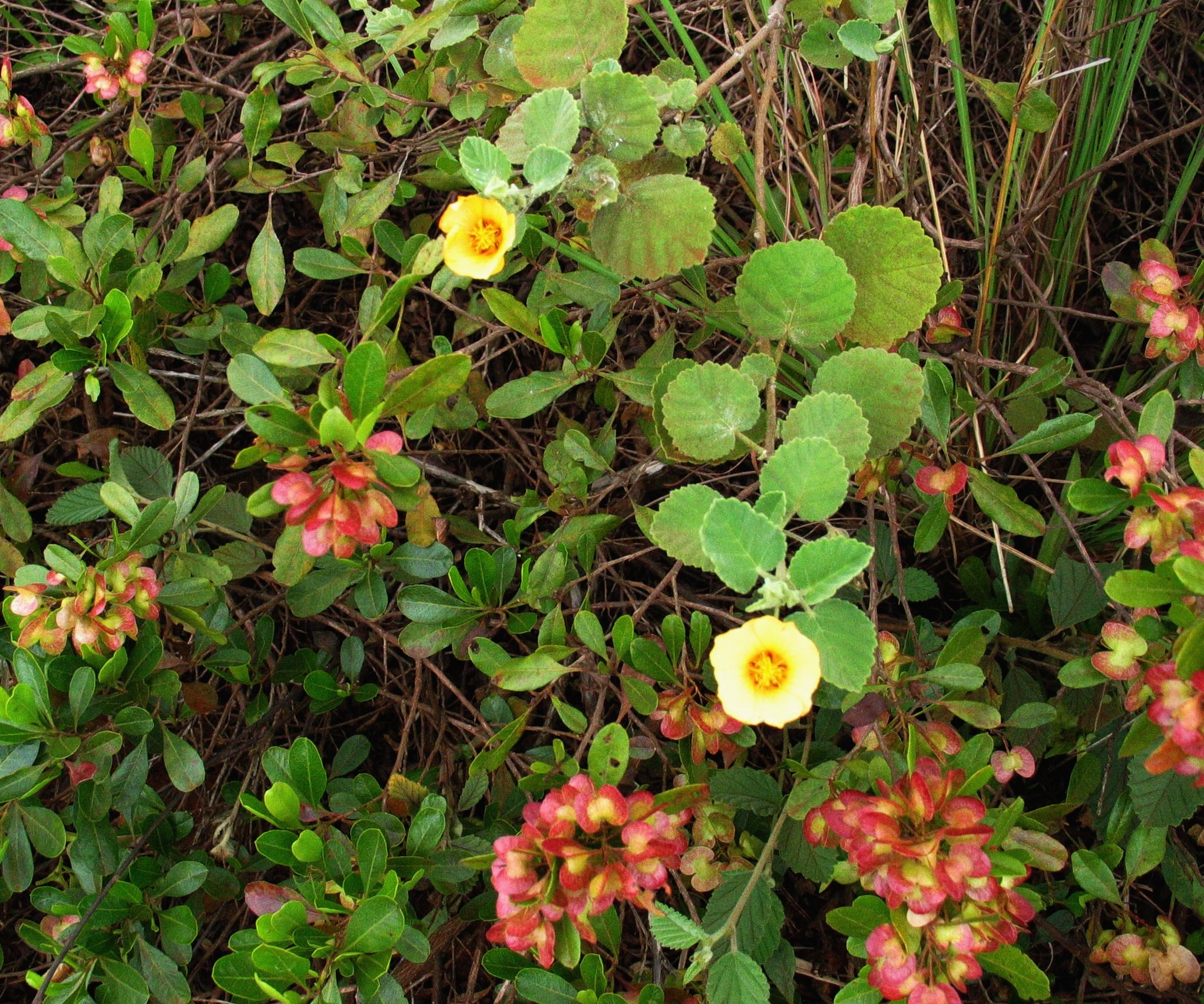

## Dottertaxa till Sammetsmalvor, i alfabetisk ordning[2]
- Sida abutifolia
- Sida acuta
- Sida adscendens
- Sida adusta
- Sida aggregata
- Sida alamosana
- Sida albiflora
- Sida alii
- Sida alnifolia
- Sida ammophila
- Sida andersonii
- Sida angustissima
- Sida anodifolia
- Sida anomala
- Sida antillensis
- Sida aprica
- Sida arboae
- Sida arenicola
- Sida argentea
- Sida argentina
- Sida argillacea
- Sida arsiniata
- Sida asterocalyx
- Sida atherophora
- Sida aurantiaca
- Sida bakeriana
- Sida barclayi
- Sida beckii
- Sida bipartita
- Sida blepharoprion
- Sida bordasiana
- Sida brachypoda
- Sida brachystemon
- Sida brittonii
- Sida brownii
- Sida cabreriana
- Sida calchaquiensis
- Sida calliantha
- Sida calva
- Sida calyxhymenia
- Sida cambuiensis
- Sida cardiophylla
- Sida castanocarpa
- Sida caudata
- Sida caulorrhiza
- Sida cavernicola
- Sida cearensis
- Sida centuriata
- Sida cerradoensis
- Sida chapadensis
- Sida charpinii
- Sida chinensis
- Sida chiquitana
- Sida chrysantha
- Sida ciliaris
- Sida cleisocalyx
- Sida clementii
- Sida collina
- Sida confusa
- Sida coradinii
- Sida cordata
- Sida cordifolia
- Sida cordifolioides
- Sida corrugata
- Sida coutinhoi
- Sida cristobaliana
- Sida cryphiopetala
- Sida decandra
- Sida discolor
- Sida dregei
- Sida dubia
- Sida dureana
- Sida echinocarpa
- Sida ectogama
- Sida elliottii
- Sida elongata
- Sida emilei
- Sida esperanzae
- Sida everistiana
- Sida fallax
- Sida fastuosa
- Sida ferrucciana
- Sida fibulifera
- Sida filiformis
- Sida floccosa
- Sida floridana
- Sida florulenta
- Sida galheirensis
- Sida gertiana
- Sida glabra
- Sida glaziovii
- Sida glocimarii
- Sida glomerata
- Sida goniocarpa
- Sida goyazensis
- Sida gracilipes
- Sida gracillima
- Sida grazielae
- Sida hackettiana
- Sida haenkeana
- Sida harleyi
- Sida hassleri
- Sida hatschbachii
- Sida hemitropousa
- Sida hermaphrodita
- Sida hibisciformis
- Sida hirsutissima
- Sida hoepfneri
- Sida honoriana
- Sida hookeriana
- Sida hyalina
- Sida hyssopifolia
- Sida intricata
- Sida itaparicana
- Sida jamaicensis
- Sida jatrophoides
- Sida javensis
- Sida jussieana
- Sida killipii
- Sida kingii
- Sida laciniata
- Sida leitaofilhoi
- Sida libenii
- Sida lindheimeri
- Sida linearifolia
- Sida linifolia
- Sida lonchitis
- Sida longipedicellata
- Sida longipes
- Sida luschnathiana
- Sida macaibae
- Sida macropetala
- Sida macropoda
- Sida marabaensis
- Sida martiana
- Sida massaica
- Sida meloana
- Sida meridiana
- Sida michoacana
- Sida monteiroi
- Sida monticola
- Sida multicrena
- Sida mysorensis
- Sida nemorensis
- Sida neomexicana
- Sida nesogena
- Sida nummularia
- Sida ogadensis
- Sida oligandra
- Sida ovalis
- Sida ovata
- Sida palmata
- Sida paradoxa
- Sida parva
- Sida parvifolia
- Sida paucifolia
- Sida pedersenii
- Sida pedunculata
- Sida petropolitana
- Sida phaeotricha
- Sida physocalyx
- Sida picklesiana
- Sida pindapoyensis
- Sida pires-blackii
- Sida planicaulis
- Sida platycalyx
- Sida pleiantha
- Sida poeppigiana
- Sida potentilloides
- Sida potosina
- Sida pritzelii
- Sida prolifica
- Sida pseudocordifolia
- Sida pseudocymbalaria
- Sida pseudopotentilloides
- Sida pseudorubifolia
- Sida pueblensis
- Sida quettensis
- Sida quinquevalvacea
- Sida ravii
- Sida regnellii
- Sida reitzii
- Sida repens
- Sida rhombifolia
- Sida riedelii
- Sida rigida
- Sida rivulicola
- Sida rodrigoi
- Sida rohlenae
- Sida rubifolia
- Sida rubromarginata
- Sida rufescens
- Sida ruizii
- Sida rupicola
- Sida rzedowskii
- Sida salviifolia
- Sida sampaiana
- Sida sangana
- Sida santaremensis
- Sida schimperiana
- Sida schininii
- Sida schumanniana
- Sida serrata
- Sida setosa
- Sida shinyangensis
- Sida simpsonii
- Sida spenceriana
- Sida spinosa
- Sida stipulata
- Sida subcordata
- Sida subcuneata
- Sida subspicata
- Sida surumuensis
- Sida szechuensis
- Sida tanaensis
- Sida tenuicarpa
- Sida teresinensis
- Sida ternata
- Sida teysmannii
- Sida tiagii
- Sida tragiifolia
- Sida tressensiae
- Sida trichopoda
- Sida tuberculata
- Sida turneroides
- Sida uchoae
- Sida ulei
- Sida ulmifolia
- Sida unicornis
- Sida urens
- Sida vagans
- Sida vallsii
- Sida waltoniana
- Sida variegata
- Sida weberbaueri
- Sida vespertina
- Sida viarum
- Sida wingfieldii
- Sida virgata
- Sida xanti
- Sida yungasensis
- Sida yunnanensis